# Boletus hiratsukae
Espèce
Boletus hiratsukae, est une espèce de champignons appartenant aux basidiomycètes du genre Boletus dans la famille des Boletaceae. Ce cèpe, endémique des forêts de Pins et de Chênes du Japon, est décrit par Eiji Nagasawa en 1994 et dédié au professeur Naohide Hiratsuka.

## Taxonomie
Le nom correct complet (avec auteur) de ce taxon est Boletus hiratsukae Nagas..

### Systématique
Ce cèpe proche de Boletus edulis, identifié dans un des cinq clades de la section edulis sensu lato, se caractérise par une cuticule de couleur gris-violet puis brune et un pied réticulé aux abords de l'hyménium.

### Publication originale
- (en) Eiji Nagasawa, « A New Species of Boletus Sect. Boletus from Japan. », Proceedings of the Japan Academy, Series B, vol. 70, no 1,‎ 1994, p. 10–14 (ISSN 0386-2208 et 1349-2896, DOI 10.2183/pjab.70.10, lire en ligne, consulté le 24 mars 2025)

## Description
Son chapeau convexe mesure de 6 à 15 cm, s'étalant à la croissance. Sa cuticule est gris-violacé, puis franchement gris foncé à brun avec l'âge. Sa chair est blanche, immuable à la coupe ; son odeur est imperceptible. Son hyménium présente des pores blanc, puis jaune pâle et enfin olive en vieillissant. Son stipe est brun foncé et réticulé de veines blanches vers le haut.
Boletus hiratsukae peut être confondu avec Boletus reticulatus dont le stipe est beaucoup plus fortement réticulé. Il existe également des confusions avec Boletus violaceofuscus.

## Habitat
Boletus hiratsukae est endémique du Japon où il pousse en association mycorhizienne avec les Pins et les Chênes. Il fructifie en automne.

## Comestibilité
Boletus hiratsukae  est un excellent comestible. Cependant, l'espèce est plutôt rare et il n'existe pas de tradition mycophagique la concernant.